# Cierpięta
Cierpięta [pronunciación en polaco: /t͡ɕɛrˈpjɛnta/] ( en alemán: Czerpienten; 1908-1939: Karpangen; 1939-1945: Carpangen) es un pueblo ubicado en el distrito administrativo de Gmina Mikołajki Pomorskie, dentro del condado de Sztum, Voivodato de Pomerania, en el norte de Polonia. Se encuentra a unos 2 kilómetros al oeste de Mikołajki Pomorskie, a 12 kilómetros al sureste de Sztum, y a 67 kilómetros al sureste de la capital regional Gdańsk .
Antes de 1772, el área fue parte del Reino de Polonia, y hasta 1945 de Prusia y Alemania. 
El pueblo tiene una población de 155 habitantes.